# Lluïsa de Baden

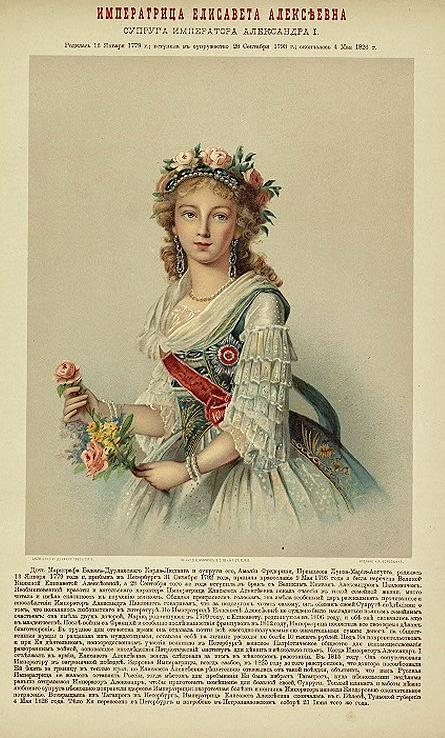
Lluïsa de Baden, tsarina de Rússia

Lluïsa de Baden, tsarina de Rússia (Karlsruhe 1779 - Bjelev (Rússia) 1826) va ser una princesa de Baden amb el tractament d'altesa gran ducal que contragué matrimoni amb el tsar Alexandre I de Rússia.
Nascuda a Karlsruhe el dia 24 de gener de 1779, filla del gran duc hereu Carles Lluís de Baden i de la landgravina Amàlia de Hessen-Darmstadt, Lluïsa era neta per via paterna del gran duc Carles Frederic I de Baden i de la landgravina Carolina de Hessen-Darmstadt i per via materna ho era del landgravi Lluís IX de Hessen-Darmstadt i de la comtessa palatina Carolina de Zweibrücken-Birkenfeld.
El dia 9 d'octubre de 1793 es casà a Sant Petersburg amb qui esdevindria tsar Alexandre I de Rússia, fill del tsar Pau I de Rússia i de la duquessa Sofia de Württemberg. La parella tingué dues filles:
- SAIR la gran duquessa Maria de Rússia, nada a Sant Petersburg el 1799 i morta a Sant Petersburg el 1800.

- SAIR la gran duquessa Elisabet de Rússia, nada a Sant Petersburg el 1806 i morta a Sant Petersburg el 1808.